# رودريغو دانتاس
رودريغو دانتاس (بالبرتغالية: Rodrigo Dantas‏) (20 أكتوبر 1989 بريو دي جانيرو في البرازيل - ) هو لاعب كرة قدم برازيلي في مركز الوسط. لعب مع إشتوريل برايا وبوتافوغو ريغاتاس ونادي بيلينينسش ونادي ماكاي وDuque de Caxias Futebol Clube ‏ ونادي فيستيروس ‏ وAssociação Atlética Portuguesa (RJ) ‏ وأمريكا دي ناتال ‏ ونادي بانغو أتلتيكو.

## روابط خارجية
- رودريغو دانتاس على موقع قاعدة بيانات كرة القدم.إي يو (الإنجليزية)
- رودريغو دانتاس على موقع Soccerway.com (الإنجليزية)
- رودريغو دانتاس على موقع AS.com (الإسبانية)